# حسون کامارا
حسون کامارا (انگلیسی: Hassoun Camara؛ زادهٔ ۳ فوریهٔ ۱۹۸۴) بازیکن فوتبال اهل فرانسه است.
از باشگاه‌هایی که در آن بازی کرده‌است می‌توان به باشگاه فوتبال المپیک مارسی، باشگاه فوتبال باستیا، و باشگاه فوتبال مونترال اشاره کرد.